# Peter Leonhard Gianelli
Peter Leonhard Gianelli, född 1767, död 1807, var en dansk medaljgravör.
Gianelli blev efter studier vid konstakademin i Köpenhamn och i utlandet medaljör vid danska myntverket 1800 och utförde ett fåtal medaljer, vilka anses höra till de bästa inom dansk medaljkonst.